# Peter Edel
Peter Edel (eigentlich Hans Peter Hirschweh; * 12. Juli 1921 in Berlin; † 7. Mai 1983 in Ost-Berlin) war ein deutscher Grafiker und Schriftsteller.

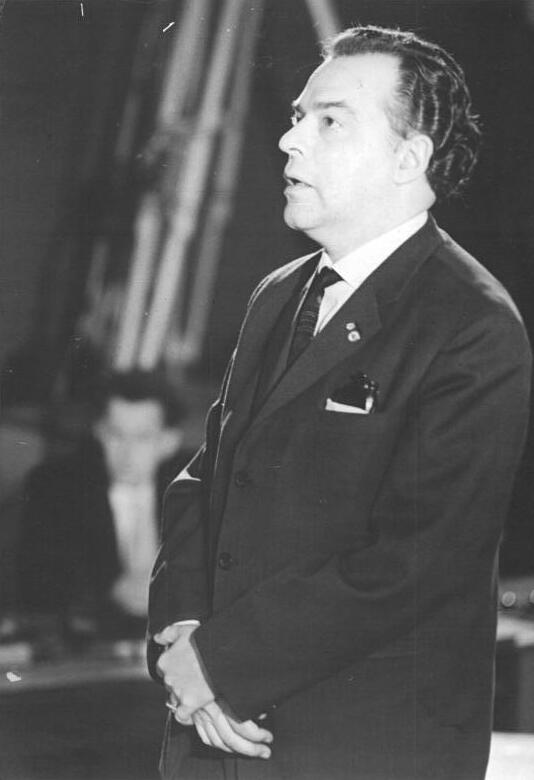
Peter Edel als Zeuge beim Prozess gegen Hans Globke, 11. Juli 1963

## Leben

### Herkunft
Peter Edels Vater war der jüdische Kaufmann Erich Hirschweh (* 17. Januar 1894 in Berlin, ermordet in Auschwitz). An ihn und die Malerin Julie Wolfthorn, bei der die Familie Edel Zuflucht gefunden hatte, sowie deren Schwester Luise und den Neurologen Arthur Simons erinnern vier Stolpersteine in der Berliner Kurfürstenstraße 50.
Edels Mutter war Anna Margareta Edel (ursprünglich Hintz, * 19. Oktober 1895 in Tilsit), Adoptivtochter des Illustrators und Schriftstellers Edmund Edel. Dieser förderte frühzeitig die künstlerischen Talente seines Enkels Peter. Dem Jungen blieb ein Besuch beider bei Max Liebermann unauslöschlich in Erinnerung. Der berühmte Maler schenkte ihm zum Abschied eine Kreidezeichnung, auf der ein nackter Junge am Meer ein Pferd zu zügeln versucht, mit der Widmung auf der Rückseite: „Für P. E., der noch alles vor sich hat, zur Erinnerung an den alten M. L.“

### Zeit des Nationalsozialismus

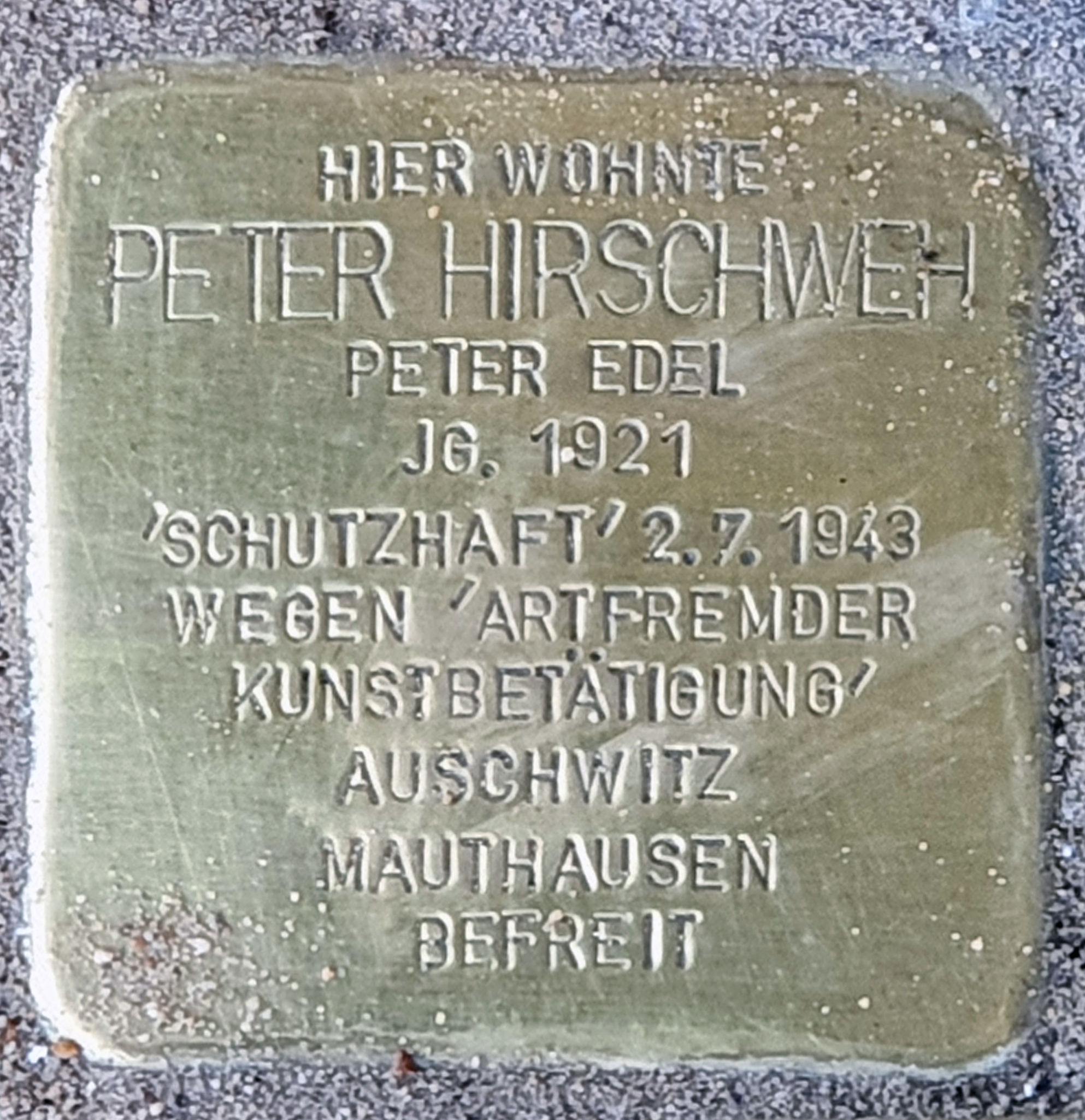
Stolperstein am Haus, Sonnenallee 174, in Berlin-Neukölln

Peter Edel musste in der Zeit des Nationalsozialismus wegen der nationalsozialistischen Rassegesetze 1938 den Besuch des Gymnasiums abbrechen. Bis 1940 absolvierte er eine Ausbildung als Maler und Grafiker an der Privatschule Hausdorf sowie illegal bei Käthe Kollwitz, die ihn in seinem künstlerischen Weg bestärkte und prägte. Auch Julie Wolfthorn unterrichtete ihn. Am 4. Juli 1947 erschien in Der Weg. Zeitschrift für Fragen des Judentums, herausgegeben von der Jüdischen Gemeinde Berlins, ein Bericht von Peter Edel über Julie Wolfthorn, in dem er seine letzte Begegnung mit ihr beschrieb. Auf Hiddensee erinnert ebenfalls ein Stolperstein an sie.
Am 28. August 1941 heiratete Peter Edel in Berlin Lieselotte Reichmann (genannt Lilo, genannt Ester, geb. 21. Januar 1922 in Magdeburg), die am 4. März 1943 nach Auschwitz deportiert und dort ermordet wurde. Bis 1943 leistete er Zwangsarbeit. Wegen „artfremder Kunstbetätigung und Verbreitung reichsfeindlicher Schriften“ wurde er 1943 in „Schutzhaft“ genommen. Er war Häftling in den Konzentrationslagern Auschwitz, Sachsenhausen (von Januar 1944 bis Februar 1945) und ab dem 13. April 1945 Mauthausen. Dort entstanden zahlreiche Zeichnungen. Edel gehörte zu den Gefangenen, die in der Operation Bernhard zur Fälschung von englischen Pfundnoten gezwungen waren. Die Befreiung erlebte Edel im KZ Ebensee, einem Außenlager des KZ Mauthausen.

### Nach 1945

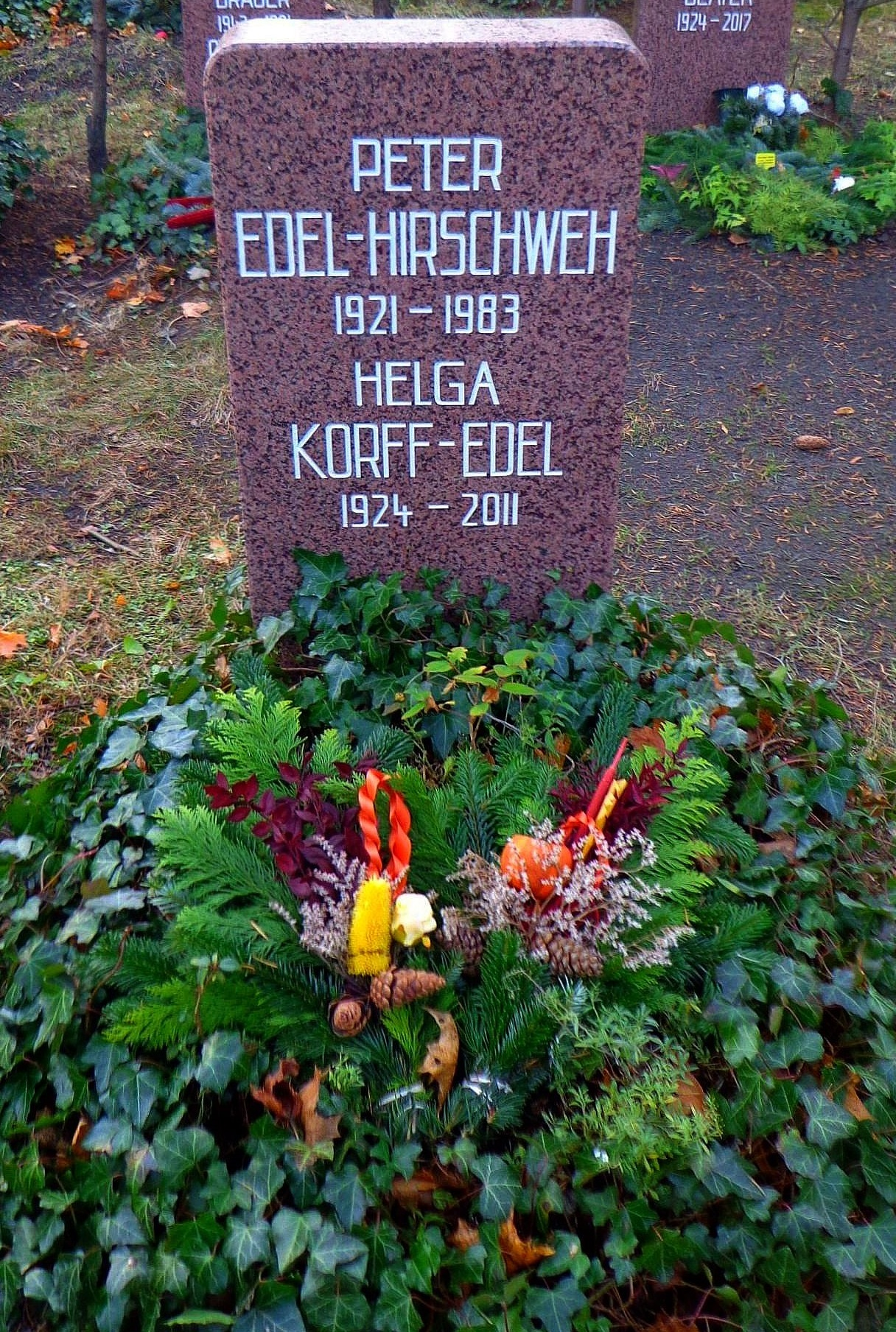
Grabstätte

Von 1945 bis 1947 lebte Edel als Schriftsteller, Maler und Buchillustrator in Bad Ischl und Wien. Danach kehrte er zunächst nach West-Berlin zurück und übersiedelte 1949 nach Ost-Berlin. Von 1947 bis 1951 war er Mitarbeiter der Zeitschrift Die Weltbühne, danach Kulturredakteur der BZ am Abend. Vor 1950 heiratete Edel die Dramaturgin Helga Korff (geb. 20. Juni 1924; gest. 15. Juni 2011). Er war Mitglied der SED und der Zentralleitung des Komitees der Antifaschistischen Widerstandskämpfer. Seit 1964 lebte er als freischaffender Schriftsteller. 1972 wurde er Mitglied des P.E.N.-Zentrums der DDR und 1978 Vorstandsmitglied des Deutschen Schriftstellerverbandes. 1969 wurde Zeichnungen Edels in der Ausstellung Kunst gegen den Faschismus in Schkopau gezeigt.
Edel war ein brillanter Interpret des jüdischen Witzes.
Nach Akten des Ministeriums für Staatssicherheit (MfS) soll er 1978, fünf Jahre vor seinem Tod, zu einer „informellen Zusammenarbeit“ per Handschlag verpflichtet worden sein. Unter dem Decknamen Thomas war er – soweit krankheitsbedingt noch möglich – dem MfS zu Diensten. Zuvor war er selbst vom MfS beobachtet worden.
In einer Akte des Landesarchivs Berlin findet sich im Bestand „Hauptamt Opfer des Faschismus“ ein ärztlicher Befund vom 10. Januar 1979, wonach der Patient schwer erkrankt war und eine 100%ige Körperschädigung festgestellt wurde. Der Berliner Fotograf Jürgen Graetz hatte 1978 in der Edelschen Wohnung in der Leipziger Straße Fotos zu „Wenn es ans Leben geht“ aufgenommen. Er begegnete ihm später zufällig im Krankenhaus. Edel habe damals nur noch den Ehrgeiz gehabt, sein Buch zu Ende zu bringen.
In der Gräberanlage Pergolenweg des Berliner Zentralfriedhofs Friedrichsfelde fand Edel seine letzte Ruhestätte.

## Werk, Würdigung und Bewertungen

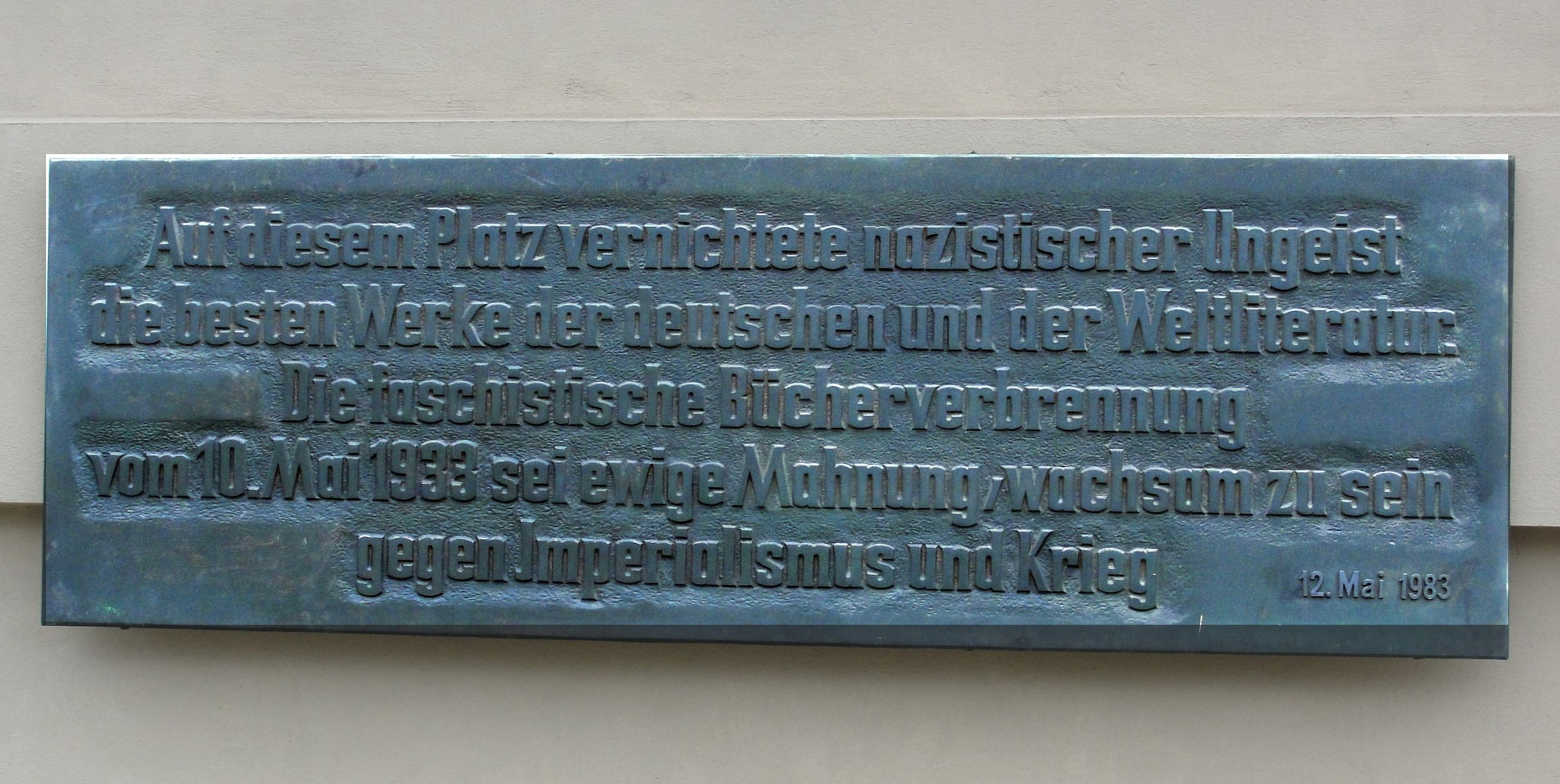
Mahntafel am Bebelplatz mit dem Text von Peter Edel

Edel entwarf den Text der Bronzetafel zum Gedenken an die Bücherverbrennung am 10. Mai 1933, die im September 1980 seitlich am Alten Palais am Bebelplatz in Berlin angebracht wurde. Einer der Initiatoren war der Schriftsteller Heinz Knobloch. Die Tafel hängt heute am Mittelrisalit des Gebäudes. Schrift, Gestaltung und Modellierung übernahm, wie Akten im Landesarchiv Berlin zu entnehmen ist, im Juli 1980 der VEB Stuck und Naturstein. Die Fertigung selbst erfolgte in der traditionellen Bronzegießerei in Lauchhammer. Knobloch erinnerte am 20. März 1995 bei der Einweihung des Denkmals von Micha Ullmann an diese Tafel. „Mag sie heutzutage als überholt gelten … ihr Text stammt von dem verstorbenen Peter Edel, einem Schriftsteller jüdischer Herkunft. Er überlebte Auschwitz. Wer, wenn nicht er, hätte das Recht, uns zu mahnen.“
In internationalen und nationalen Ausstellungen waren seither seine künstlerische Arbeiten zu betrachten. So unter dem Thema „Rückkehr unerwünscht – Die Bilder des Zeugen Peter Edel“ in einer Ausstellung der MedienGalerie im Berliner Haus der Buchdrucker (2003/04). Die Galerie ist eine Einrichtung von ver.di Berlin-Brandenburg Fachbereich Medien, Kunst und Industrie.
2017 wurde in der Jefferson Library der berühmten U.S Military Academy in West Point mit „Forbidden Art“ die Geschichte von 20 Kunstwerken präsentiert, die illegal unter Lebensgefahr entstanden waren. Sie stammten von Zofia Stępień, Halina Ołomucka, Józef Szajny, Franciszek Jaźwiecki, Vladimir Siwierski, Mieczysław Kościelniak, Peter Edel, Josef Sapcaru und anderen.
Die Sonderausstellung „Écraser l’infâme! Künstler und das Konzentrationslager – die Kunstsammlung der Gedenkstätte Sachsenhausen“ präsentierte 2018 Gemälde, Grafiken und Zeichnungen von acht Künstlern aus Deutschland, den Niederlanden, Österreich, der Tschechischen Republik und Polen, die im KZ Oranienburg oder im KZ Sachsenhausen inhaftiert waren. Zu sehen waren rund 140 ausgewählte Werke von Jan Budding, Peter Edel, Hans Grundig, Leo Haas, Vladimír Matêjka, Rudolf Carl Ripper, Viktor Siminski, und Karel Zahrádka.
Ralph Giordano bezeichnete in seinem Buch Die zweite Schuld Edel aufgrund seiner Rolle in der DDR als Opportunisten und Karrieristen:

„Sehen wir einmal ab von gewissen Opportunisten und Karrieristen wie Hermann Axen oder Albert Norden in der SED-Führungsspitze (und anderen weiter unten, die sich ebenso entschieden hatten, wie zum Beispiel der Schriftsteller Peter Edel), so befanden sich jüdische Parteimitglieder, die sich ihr Gewissen bewahrt hatten, in einer schier unerträglichen Situation, wenn sie ihre Seele nicht vollständig der irrsinnigen These »Die Partei, die Partei, die hat immer recht« unterworfen hatten.“

### Auszeichnungen zu Lebzeiten
- 1961: Heinrich-Heine-Preis des Ministeriums für Kultur der DDR
- 1969: Vaterländischer Verdienstorden in Gold
- 1970: Nationalpreis der DDR für den Roman Die Bilder des Zeugen Schattmann
- 1979: Karl-Marx-Orden

### Postume Ehrungen
- Nach Peter Edel ist in Berlin-Hellersdorf seit 1986 eine Straße benannt, die von der Neuen Grottkauer Straße bis zur Erich-Kästner-Straße führt.
- In Berlin-Weißensee war das Kreiskulturhaus an der Berliner Allee 125 nach Peter Edel benannt. Nach 1990 wurde es bis Dezember 2009 noch genutzt. Bis 2017 stand es leer, wurde dann durch das Kommunale Bildungswerk e. V. Berlin saniert und 2020 als „Bildungs- und Kulturzentrum Peter Edel“ wiedereröffnet.
- Am 23. März 2021 wurden vor seinem ehemaligen Wohnort, Berlin-Neukölln, Sonnenallee 174, Stolpersteine für ihn, seine Frau und deren Mutter verlegt und durch das Kommunale Bildungswerk e. V. mit einer Spende ermöglicht.

## Schriften
- Schwester der Nacht. Roman. E. Müller, Wien 1947.
- Berliner Dampf (Peter Edel): Schicklgrubers Unterhosen (1949, Die Weltbühne); in „Scherz beiseite. Die Anthologie der deutschsprachigen Prosa-Satire von 1900 bis zur Gegenwart“, Herausgegeben von G. H. Herzog und Erhardt Heinold, S. 402 f. München, Scherz Verlag 1966.
- Die Bilder des Zeugen Schattmann. Ein Roman über deutsche Vergangenheit und Gegenwart. Verlag der Nation, Berlin 1969, ISBN 3-373-00290-7.
- Wenn es ans Leben geht. Meine Geschichte, zwei Bände. Verlag der Nation, Berlin 1979, ISBN 3-87682-714-0.

## Fernsehserie
- Die Bilder des Zeugen Schattmann, 4-teilige TV-Serie nach dem Roman von Peter Edel, gedreht 1972 beim DFF (DDR), mit Gunter Schoß (Frank Schattmann), Renate Blume (Esther Schattmann), Martin Flörchinger, Alfred Struwe, Dietmar Obst, Walter Jupé, Helga Göring, Annekathrin Bürger, Wolfgang Dehler, Regie und Drehbuch: Kurt Jung-Alsen